# Elbe-Seitenkanal
52°24′N 10°36′Ø / 52.400°N 10.600°Ø
Elbe-Seitenkanal er en kanal i Niedersachsen i Tyskland. Kanalen forbinder Mittellandkanalen med floden Elben og har en længde på 115,14 kilometer. Kanalen åbnede for trafik 15. juni 1976. Den går fra Wasbüttel mellem Gifhorn og Wolfsburg, mod nord til Artlenburg ved Elben, lidt vest for Lauenburg. 
Anledningen for byggeriet var at omgå et afsnit af floden Elben og Mittellandkanalen som gik gennem  DDR. Kanalens inddæmninger skulle også fungere som kampvognsforhindringer, ved et eventuelt angreb fra øst. Byggearbejdet begyndte i 1968 og blev færdigt i 1976. På sin vej måtte kanalen passere en højdeforskel på  61 meter, og dertil er der en sluse i Uelzen (løftehøjde 23 meter) samt Løfteværket Scharnebeck (løftehøjde 38 meter). Kanalens bredde varierer mellem 54 og 70 meter og en vanddybde mellem 4,0 og 4,5 meter. 
Få uger  efter indvielsen den 18. juli 1976 var der i nærheden af Lüneburg et dæmningsbrud og knap fire millioner kubikmeter vand oversvømmede et område på cirka ti kvadratkilometer. 

## Billeder
- Indløbet til Elben
- Løfteværket Scharnebeck
- Dæmningsbruddet i juli 1976